# Archepyge imperialis
Archepyge imperialis är en mångfotingart som beskrevs av Manfredi 1939. Archepyge imperialis ingår i släktet Archepyge och familjen Odontopygidae. Inga underarter finns listade i Catalogue of Life.